# Nécropole de Pian di Mola
La nécropole de Pian di Mola  est un site rupestre comportant des tombes étrusques remontant à différentes périodes de la civilisation étrusque. Elle est située dans la localité de Pian di Mola, près de Tuscania, commune située dans l'actuelle province de Viterbe dans le Latium, en Italie centrale.

## Description
La nécropole de Pian di Mola  a été utilisée du VIIe  au  Ier siècle av. J.-C. et comporte des tombes des périodes orientalisante, archaïque, classique et hellénistique.
Les tombes les plus remarquables sont celles de l'époque hellénistique qui comportaient une série de sarcophages en terre cuite de production locale ainsi que des tombes rupestres a dado (« en cube ») comme la Tomba a casa con portico (« Tombe à maison avec portique) ». Cette tombe de la première moitié du VIe siècle av. J.-C. a une forme monumentale. À l'extérieur l'entrée était composée d'un portique à quatre colonnes, son toit à double pente était orné de décorations architecturales et de sculptures.
Le pièces archéologiques retrouvées sur le lieu sont conservées au musée archéologique national de Tuscania.

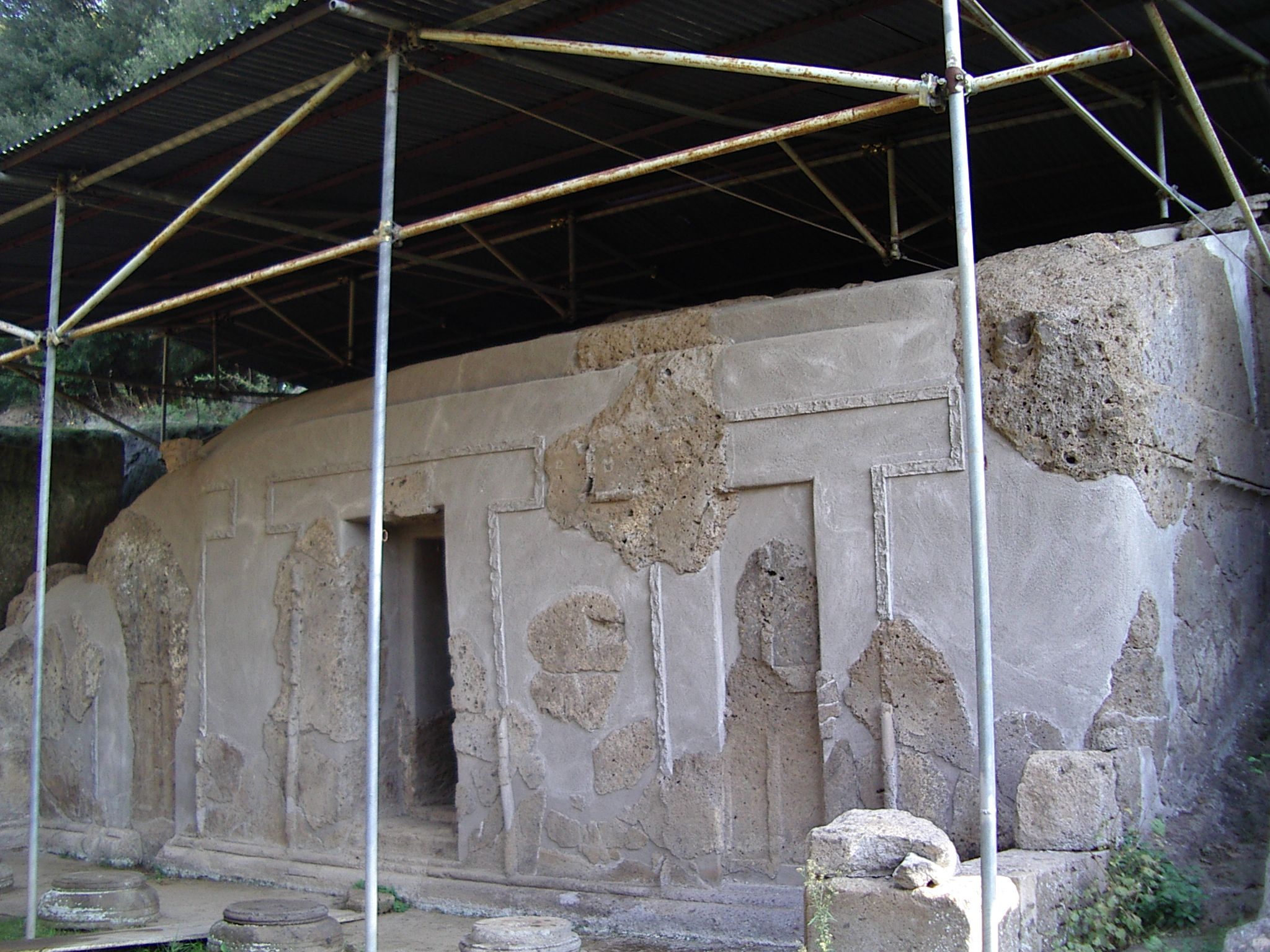
Tombe à maison avec portique
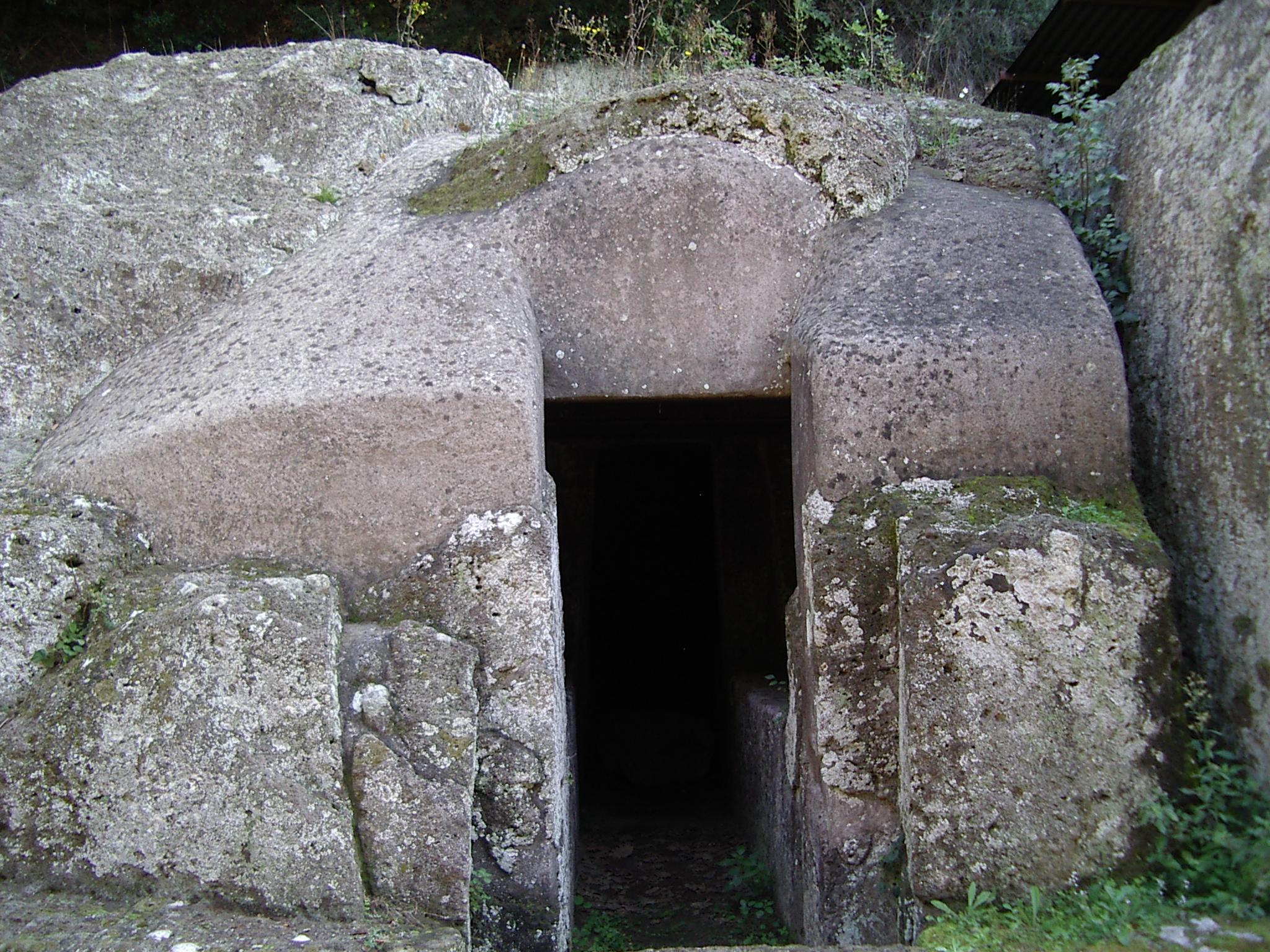
Tombe à dado
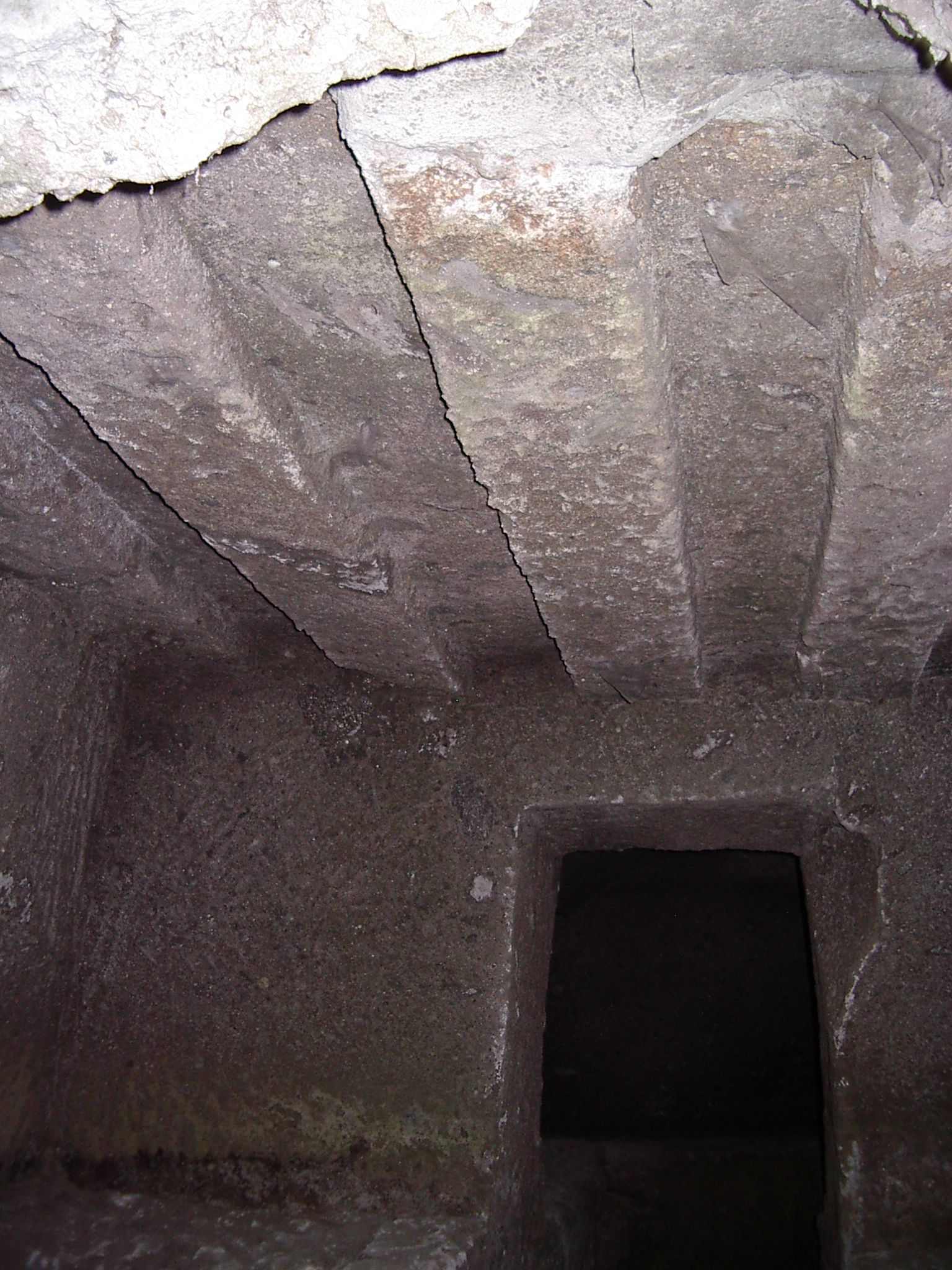
Plafond chevron en relief
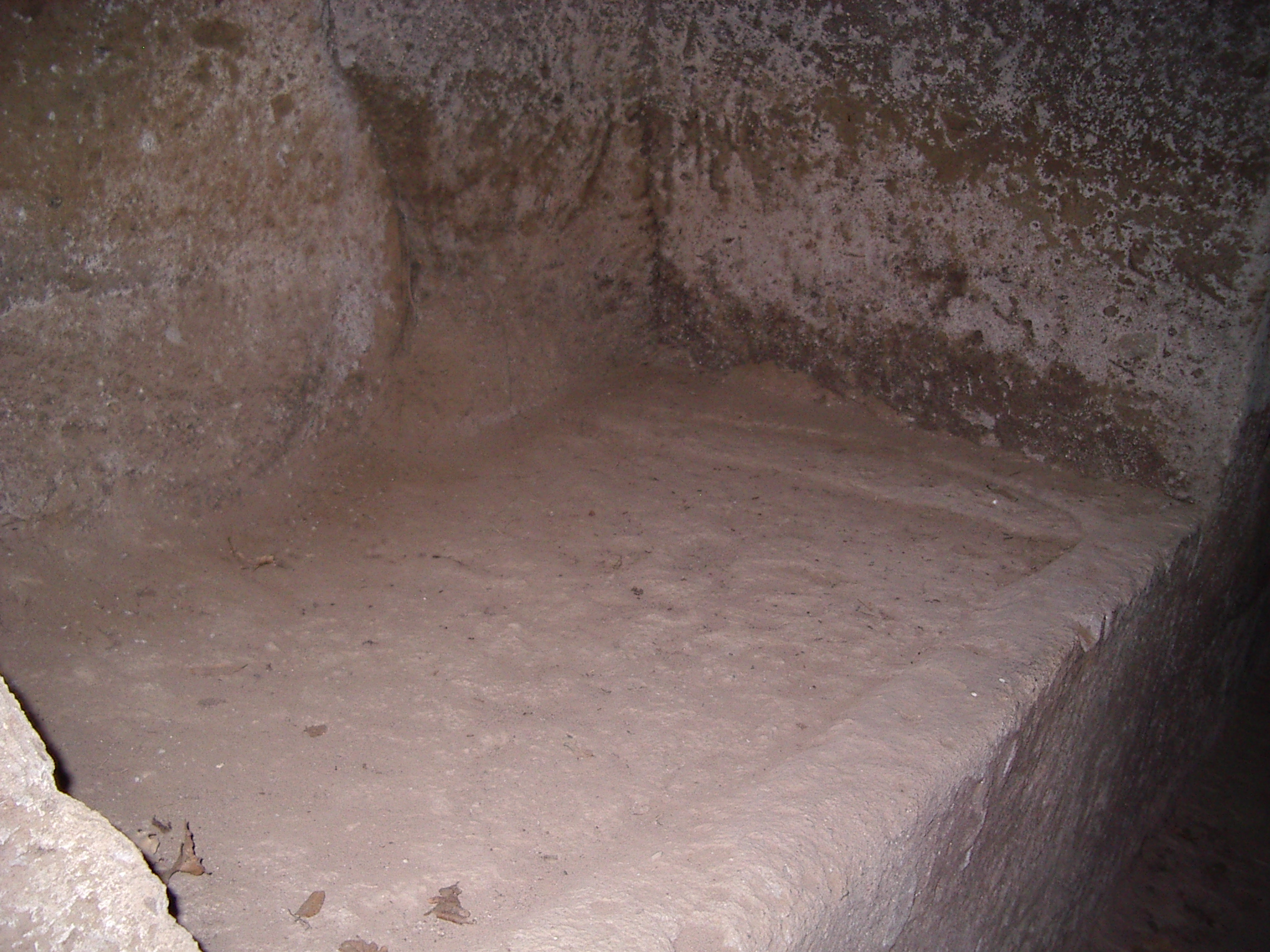
Banquette déposition corps

## Sources
- Voir liens externes